# Fulakora cleae
Fulakora cleae es una especie de hormiga del género Fulakora, familia Formicidae. Fue descrita científicamente por Lacau & Delabie en 2002.
Se distribuye por Brasil y Ecuador. Se ha encontrado a elevaciones de hasta 600 metros.